# Arriflex D-20
Arriflex D-20 — цифровая кинокамера, разработанная немецкой компанией Arri в 2005 году. Она стала одной из первых цифровых кинокамер высокого разрешения, предназначенных для профессионального кинематографического использования. Камера представляет собой гибридную систему, сочетающую традиционную механику киносъёмочной камеры с цифровыми технологиями обработки изображений.

## Основные характеристики
- Разрешение: 1920x1080 пикселей (Full HD)
- Частота кадров: до 60 кадров в секунду
- Формат записи: Uncompressed RAW, JPEG, TIFF
- Объективная система: PL Mount
- Запись звука: встроенный микрофон, возможность подключения внешнего микрофона через XLR-разъемы
- Хранение данных: запись на твердотельные накопители или внешние устройства хранения данных через SDI-интерфейсы[1]

## Особенности конструкции
Arriflex D-20 оснащена корпусом, напоминающим традиционные кинокамеры Arri, что позволяет использовать стандартные аксессуары и оборудование. Камера оснащена жидкокристаллическими дисплеями для контроля изображения и настроек, а также имеет интуитивно понятное меню управления.

## Применение
Камера использовалась в производстве множества фильмов и телевизионных программ, включая:
- Ограбление на Бейкер-стрит
- Рок-н-рольщик
- Штамм Андромеда
- Неопределённость
- Капитан Абу Раед

## Внешние ссылки
- Официальный сайт компании ARRI